# يان سميث (سياسي)
يان سميث (بالإنجليزية: Ian Smith)‏ هو سياسي أسترالي، ولد في 25 نوفمبر 1939. انتخب عضو الجمعية التشريعية فيكتوريا.